# 陈铭珊
陈铭珊（1916年—2003年），浙江萧山人，中华人民共和国政治人物，中国民主建国会会员、中央常委、副主席、名誉副主席，第三届全国人大代表。第五届全国政协委员，第六、七、八届全国政协常委。
2002年12月，中国民主建国会第八次全国代表大会在北京召开，陈铭珊出任名誉副主席。